# Aljaksandr Fjadotkin
Aljaksandr Fjadotkin (belarussisch Аляксандр Фядоткін, engl. Transkription Alyaksandr Fyadotkin, auch russisch Александр Федоткин – Alexandr Fedotkin – Aleksandr Fedotkin; * 3. November 1955 in Schazk, Russland) ist ein ehemaliger belarussischer Langstreckenläufer, der für die Sowjetunion startete.
Bei den Crosslauf-Weltmeisterschaften 1977 in Düsseldorf kam er auf den 92. Platz.
1978 folgte einem 25. Platz bei den Crosslauf-Weltmeisterschaften in Glasgow eine Bronzemedaille über 5000 Meter bei den Europameisterschaften in Prag.
1979 gewann er bei den Halleneuropameisterschaften in Wien Bronze über 3000 Meter. Bei den Crosslauf-Weltmeisterschaften in Limerick belegte er Platz 48 und holte Bronze mit der sowjetischen Mannschaft. Beim Europacup in Turin wurde er Zweiter über 5000 Meter.
Bei den Olympischen Spielen 1980 in Moskau Achter über 5000 Meter und bei den Halleneuropameisterschaften 1982 in Mailand Elfter über 3000 Meter.
1978 wurde er Sowjetischer Meister über 5000 Meter und 1979 Sowjetischer Hallenmeister über 3000 Meter.

## Persönliche Bestzeiten
- 1500 m: 3:38,4 min, 9. Juni 1979, Sotschi
- 3000 m: 7:46,3 min, 24. Juni 1978, Vilnius (belarussischer Rekord)
  - Halle: 7:45,50 min, 25. Februar 1979, Wien (belarussischer Rekord)
- 5000 m: 13:17,66 min, 10. Juli 1979, Budapest (belarussischer Rekord)
  - Halle: 13:37,19 min, 10. März 1982, Mailand
- 10.000 m: 27:41,89 min, 4. September 1979, Brüssel (belarussischer Rekord)